# Liudongshengite
La liudongshengite (simbolo IMA: Ldh) è un minerale del supergruppo dell'idrotalcite e del gruppo della fougèrite appartenente alla famiglia minerale dei "nitrati e carbonati" con composizione chimica Zn4Cr2(OH)12(CO3) • 3(H2O).
La liudongshengite è l'analogo del cromo della zaccagnaite (Zn4Al2(OH)12(CO3) • 3(H2O)).

## Etimologia e storia
Il minerale è stato dedicato al geologo e paleontologo cinese presso l'Istituto di geologia e geofisica dell'Accademia cinese delle scienze Liu Dongsheng (刘东生) (22 novembre 1917, provincia di Liaoning, Cina – 6 marzo 2008), conosciuto in patria per i suoi studi sul löss.

## Classificazione
Essendo stata riconosciuta dall'Associazione Mineralogica Internazionale (IMA) nel 2019, la liudongshengite non è elencata nella nona edizione della sistematica dei minerali di Strunz, aggiornata dall'IMA fino al 2009; è però è elencata nell'edizione successiva, continuata dal database "mindat.org" e chiamata Classificazione Strunz-mindat, dove la liudongshengite è classificata nella famiglia dei "nitrati (carbonati)" e da lì nella sottofamiglia dei "carbonati con anioni aggiuntivi, con H2O"; questa viene ulteriormente suddivisa in base alle dimensioni dei cationi coinvolti, in modo che il minerale possa essere trovato nella sezione "con cationi di medie dimensioni", dove forma il sistema nº 5.DA.45 insieme a stichtite-2H, brugnatellite, clormagaluminite, idrotalcite-2H, piroaurite-2H e zaccagnaite.

## Abito cristallino
La liudongshengite cristallizza nel sistema trigonale nel gruppo spaziale R3m (gruppo nº 166) con i parametri reticolari a = 3,1111(4) Å e c = 22,682(3) Å, oltre a 0,5 unità di formula per cella unitaria.

## Origine e giacitura
La liudongshengite è stata trovata in una vena di solfuro e quarzo altamente ossidata in una miniera di piombo e zinco associata a cerussite e galena.
Il minerale è una formazione rarissima ed è stato trovato solo nella sua località tipo, nella "miniera 79" nel distretto minerario "Banner" nella contea di Gila (Arizona, Stati Uniti).
Il campione tipo del minerale è conservato presso l'University of Arizona Mineral Museum di Tucson (Arizona) col numero di catalogo 22043 (olotipo), e presso il "RRUFF Project", campione nº R180016 (cotipo).

## Forma in cui si presenta in natura
La liudongshengite si presenta come cristalli esagonali piatti fino a 0,10 mm di colore rosa, con lucentezza vitrea. Il colore del suo striscio sulla mattonella di prova è bianco.